# Christine (2016)
Christine is een Amerikaanse biografische film uit 2016, geregisseerd door Antonio Campos. De film ging in wereldpremière op 23 januari op het Sundance Film Festival in de U.S. Dramatic Competition.

## Verhaal
Christine Chubbuck is een 29-jarige ambitieuze televisiepresentatrice in Sarasota, Florida in 1974. Ze presenteert het ontbijtprogramma Suncoast Digets en woont nog bij haar moeder waar ze een teruggetrokken leven leidt. Als een carrièrevrouw in de jaren 1970 heeft ze het moeilijk met de competitie op het werk en dit samen met de onbeantwoorde liefde van een collega zorgt ervoor dat ze in een depressie terechtkomt. In de rechtstreekse televisie-uitzending van 15 juli 1974 pleegt ze zelfmoord door zich tijdens het voorlezen, met een pistool door het hoofd te schieten.

## Rolverdeling
| Acteur           | Personage          |
| ---------------- | ------------------ |
| Rebecca Hall     | Christine Chubbuck |
| Michael C. Hall  | George Peter Ryan  |
| Maria Dizzia     | Jean Reed          |
| Tracy Letts      | Michael            |
| J. Smith-Cameron | Peg Chubbuck       |
| Kim Shaw         | Andrea Kirby       |